# Orthocladius yugashimaensis
Orthocladius yugashimaensis är en tvåvingeart som beskrevs av Sasa 1979. Orthocladius yugashimaensis ingår i släktet Orthocladius och familjen fjädermyggor. Inga underarter finns listade i Catalogue of Life.